# George Siegmann
George Siegmann est un acteur et réalisateur américain, né le 8 février 1882 à New York (État de New York), mort le 22 juin 1928 à Los Angeles — Quartier de Hollywood (Californie).

## Biographie

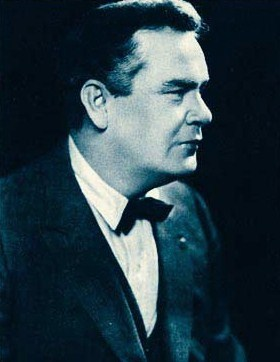
En 1924

Comme acteur, George Siegmann débute dans Confidence, court métrage de D. W. Griffith sorti en 1909. Dans les années 1910, il contribue à de nombreux autres courts métrages réalisés par Griffith et Oscar Apfel, entre autres. Il retrouve également Griffith sur le long métrage La Conscience vengeresse (1914, avec Henry B. Walthall et Blanche Sweet), puis quatre autres avec Lillian Gish, Naissance d'une nation (1915), Intolérance (1916), Le Grand Amour (1918) et Cœurs du monde (1918).
Parmi les cent-vingt-six films muets américains au total où il apparaît, mentionnons encore Les Trois Mousquetaires de Fred Niblo (1921), où il personnifie Porthos, aux côtés de Douglas Fairbanks (D'Artagnan), Léon Bary (Athos) et Eugene Pallette (Aramis), ainsi que Scaramouche de Rex Ingram (1923), avec Ramón Novarro dans le rôle-titre et Alice Terry. Son dernier film est L'Homme qui rit de Paul Leni (avec Mary Philbin et Conrad Veidt), sorti en 1928, année de sa mort prématurée, des suites d'une anémie.
En outre, George Siegmann est le réalisateur de seize films muets (six étant des courts métrages), sortis de 1915 à 1919, dont How Hazel Got Even (1915), Atta Boy's Last Race (1916) et The Little Yank (1917), tous trois avec Dorothy Gish.

## Filmographie partielle

### Comme acteur

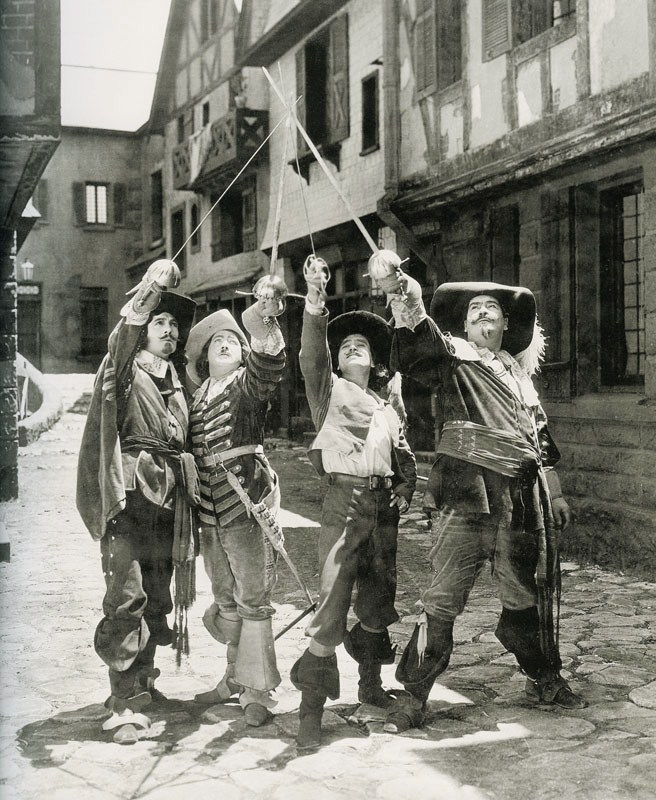
De gauche à droite : Léon Bary, Eugene Pallette, Douglas Fairbanks et George Siegmann, dans
Les Trois Mousquetaires (1921, photo promotionnelle)

- 1909 : Confidence de D. W. Griffith (court métrage)
- 1909 : La Chambre scellée (The Sealed Room) de D. W. Griffith (court métrage)
- 1910 : A Flash of Light (en) de D. W. Griffith (court métrage)
- 1912 : Father Beaucaire de Hal Reid (court métrage)
- 1913 : Duty and the Man d'Oscar Apfel (court métrage)
- 1913 : The Power of the Sea de Travers Vale (court métrage)
- 1914 : The Loafer
- 1914 : The Intruder (it) de Christy Cabanne (court métrage)
- 1914 : At Dawn de Donald Crisp (court métrage)
- 1914 : La Conscience vengeresse (The Avenging Conscience) de D. W. Griffith
- 1914 : The Green-Eyed Devil de James Kirkwood, Sr. (court métrage)
- 1914 : A Father's Heart de Paul Powell (court métrage)
- 1914 : The Body in the Trunk de John B. O'Brien (court métrage)
- 1915 : Naissance d'une nation (The Birth of a Nation) de D. W. Griffith (+ assistant-réalisateur)
- 1916 : Intolérance (Intolerance : Love's Struggle Throughout the Ages) de D. W. Griffith (+ assistant-réalisateur)
- 1917 : Grafters d'Arthur Rosson
- 1918 : À côté du bonheur (The Great Love) de D. W. Griffith
- 1918 : Cœurs du monde (Hearts of the World) de D. W. Griffith
- 1919 : The Hawk's Trail de W. S. Van Dyke
- 1920 : Le Siffleur tragique (The Untamed) d'Emmett J. Flynn
- 1920 : Little Miss Rebellion de George Fawcett
- 1921 : Le Fils de l'oncle Sam chez nos aïeux (A Connecticut Yankee in King Arthur's Court d'Emmett J. Flynn
- 1921 : Les Trois Mousquetaires (The Three Musketeers) de Fred Niblo
- 1921 : La Reine de Saba (Queen of Sheba) de J. Gordon Edwards
- 1921 : Desperate Trails (en) de John Ford
- 1921 : Silent Years de Louis J. Gasnier
- 1921 : Un homme libre (The Big Punch) de John Ford : Flash McGraw
- 1921 : La Tare (Shame) de Emmett J. Flynn : Foo Chang
- 1922 : Oliver Twist de Frank Lloyd
- 1922 : Fools First de Marshall Neilan
- 1922 : Monte Cristo d'Emmett J. Flynn
- 1922 : Le Crime de Mme Lévy (Hungry Hearts) de E. Mason Hopper
- 1922 : A California Romance de Jerome Storm
- 1923 : Un drame en Polynésie (Lost and Found on a South Sea Island) de Raoul Walsh
- 1923 : Scaramouche de Rex Ingram
- 1923 : Hell's Hole d'Emmett J. Flynn
- 1923 : Anna Christie de John Griffith Wray et Thomas H. Ince
- 1923 : The Eagle's Feather d'Edward Sloman
- 1923 : Les Chevaux de bois (Merry-Go-Round) d'Erich von Stroheim et Rupert Julian
- 1923 : Les Deux gosses (Jealous Husbands) de Maurice Tourneur
- 1923 : Enemies of Children de Lillian Ducey et John M. Voshell
- 1923 : La Bonne Étoile (The Man Life Passed By) de Victor Schertzinger
- 1924 : Stolen Secrets d'Irving Cummings
- 1924 : L'Hacienda rouge (A Sainted Devil) de Joseph Henabery
- 1924 : Le Fatal Mirage (The Shooting of Dan McGrew) de Clarence G. Badger
- 1924 : When a Girl Loves de Victor Halperin
- 1924 : The Guilty One de Joseph Henabery
- 1924 : Revelation de George D. Baker
- 1924 : Janice Meredith d'E. Mason Hopper
- 1924 : Recompense de Harry Beaumont
- 1925 : L'Amazone (Zander the Great) de George W. Hill
- 1925 : The Red Kimona de Walter Lang et Dorothy Davenport
- 1925 : Pursued de Dell Henderson
- 1925 : La Fille de l'aubergiste (The Caretaker's Daughter) de Leo McCarey (court métrage)
- 1925 : Sporting Life de Maurice Tourneur
- 1925 : Une nuit de folie (Manhattan Madness) de John McDermott
- 1925 : La Frontière humaine (Never the Twain Shall Meet) de Maurice Tourneur
- 1925 : The Phantom Express de John G. Adolfi
- 1926 : The Palace of Pleasure d'Emmett J. Flynn
- 1926 : My Old Dutch de Laurence Trimble
- 1926 : Born to the West de John Waters
- 1926 : Poker Faces de Harry A. Pollard
- 1926 : The Old Soak d'Edward Sloman
- 1927 : La Case de l'oncle Tom (Uncle Tom's Cabin), de Harry A. Pollard
- 1927 : Le Roi des rois (The King of Kings) de Cecil B. DeMille
- 1927 : Hotel Imperial de Mauritz Stiller
- 1927 : La Volonté du mort (The Cat and the Canary) de Paul Leni
- 1927 : The Red Mill de Roscoe Arbuckle
- 1928 : L'Implacable Destin (Love Me and the World Is Mine) de Ewald André Dupont
- 1928 : Stop That Man de Nat Ross
- 1928 : L'Homme qui rit (The Man Who Laughs) de Paul Leni

### Comme réalisateur (intégrale)
(CM = court métrage)
- 1915 : His Lesson (CM ; + acteur)

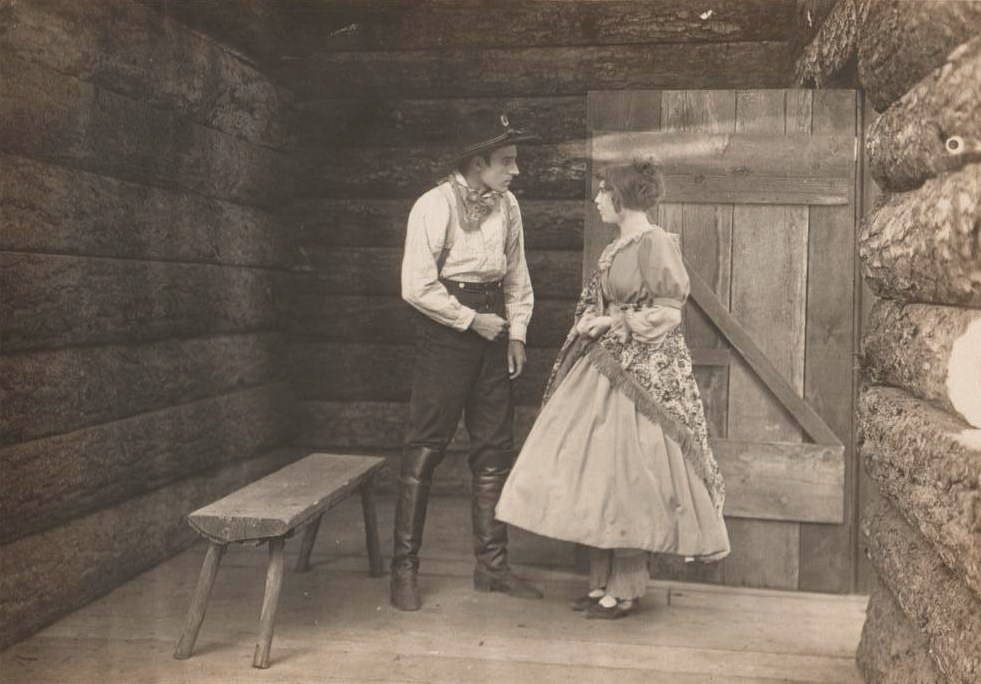
Frank Bennett et Dorothy Gish, dans
The Little Yank (1917)

- 1915 : How Hazel Got Even, coréalisé par Donald Crisp (CM)
- 1915 : The Man with a Record (CM)
- 1915 : The Victim (CM)
- 1915 : A Breath of Summer (CM)
- 1915 : A Yankee from the West (+ acteur)
- 1915 : Hearts and Flowers (CM)
- 1916 : Atta Boy's Last Race
- 1917 : The Spirit of '76
- 1917 : The Little Yank
- 1917 : Should She Obey ? (+ acteur)
- 1917 : Mother Love and the Law (+ acteur)
- 1918 : My Unmarried Wife
- 1919 : The Spitfire of Desire
- 1919 : The Woman Under Cover
- 1919 : The Trembling Hour